# Алба Флорес
Алба Гонзалез Виља (27. октобар 1986), позната професионално као Алба Флорес, шпанска је глумица. Најпознатија је по улогама Сарај Варгас у Вис а Вис (закључано) и Најроби у Кући од папира .

## Детињство и образовање
Алба Флорес једина је ћерка музичара и композитора Антонија Флореса и Ане Вила, позоришног продуцента. Унука Лоле Флорес познате као „Ла Фараона“ („Фараон“), нећакиња певача Лолите Флорес и Росарио Флорес и рођака глумице Елене Фуриасе. Њен деда по оцу, Антонио Гонзалез назван "Ел Песцаила", такође је био шпански певач и гитариста и сматран је једним од очева каталонске Румбе. Био је ромске националности.
Алба је студирала драмску интерпретацију од тринаесте године, са средњом обуком за клавирске перформансе. У својој краткој каријери на сцени, наступила је у бројним улогама, од којих је најзначајнија Luna de miel en Hiroshima (Медени месец у Хирошими) (2005.) и ромска верзија Сна летње ноћи (2007.).

## Лични живот
Њен отац Антонио Флорес компоновао је песму посвећену њој под насловом "Алба". Имала је девет година када јој је отац умро, 15 дана након што је умрла њена бака, Лола Флорес.
Поред глуме, она је и мултиинструменталиста и наступа на сцени кроз позоришне представе.
Флорес је вегетаријанка и водила је кампању у име латинске дивизије Људи за етички третман животиња, рекавши да: "Животиње морате оставити с плоче".